# 洋子の演歌一直線
『洋子の演歌一直線』（ようこのえんかいっちょくせん）は、テレビ東京ほかで放送されている歌謡番組であり、長山洋子の冠番組である。略称：洋直（ようちょく）。テレビ東京とテレビ東京ミュージックの共同製作。

## 概要
毎回さまざまな演歌歌手がゲストとして出演し、歌とトークで構成される。また、最新の演歌・歌謡曲についても紹介されている。
テレビ東京では1994年4月7日から放送されており、10年後の2004年4月21日放送分で放送500回を、20年後の2014年2月16日放送分で放送1000回を達成した。

## 放送時間
| 放送期間     | 放送期間      | 放送時間（JST）    |
| ------------ | ------------- | ------------------ |
| 1994年10月   | 2001年3月29日 | 木曜 15:00 - 15:30 |
| 2001年4月5日 | 2002年3月28日 | 木曜 12:30 - 13:00 |
| 2002年4月4日 | 2004年3月25日 | 木曜 8:00 - 8:25   |
| 2005年4月3日 | 2013年6月30日 | 日曜 5:45 - 6:15   |
| 2013年7月7日 | 2016年3月27日 | 日曜 6:00 - 6:30   |
| 2016年4月3日 | 現在          | 日曜 5:30 - 6:00   |

## 放送局

### 現在
| 放送対象地域   | 放送局                | 系列           | 放送日時           | 備考       |
| -------------- | --------------------- | -------------- | ------------------ | ---------- |
| 関東広域圏     | テレビ東京（TX）      | テレビ東京系列 | 日曜 05:30 - 06:00 | 制作局     |
| 岡山県・香川県 | テレビせとうち（TSC） | テレビ東京系列 | 土曜 06:00 - 06:30 | 遅れネット |
| 三重県         | 三重テレビ（MTV）     | 独立局         | 木曜 13:30 - 14:00 | 遅れネット |
| 滋賀県         | びわ湖放送（BBC）     | 独立局         | 金曜 10:30 - 11:00 | 遅れネット |
| 奈良県         | 奈良テレビ（TVN）     | 独立局         | 木曜 14:00 - 14:30 | 遅れネット |
| 和歌山県       | テレビ和歌山（WTV）   | 独立局         | 火曜 09:00 - 09:29 | 遅れネット |

### 過去
| 放送対象地域 | 放送局                       | 系列           | 備考                  |
| ------------ | ---------------------------- | -------------- | --------------------- |
| 北海道       | テレビ北海道（TVh）          | テレビ東京系列 |                       |
| 愛知県       | テレビ愛知（TVA）            | テレビ東京系列 |                       |
| 大阪府       | テレビ大阪（TVO）            | テレビ東京系列 |                       |
| 福岡県       | TVQ九州放送（TVQ）           | テレビ東京系列 |                       |
| 石川県       | 北陸朝日放送（HAB）          | テレビ朝日系列 |                       |
| 岐阜県       | 岐阜放送（GBS）              | 独立局         | 2008年3月26日まで放送 |
| ハワイ州     | Nippon Golden Network（NGN） | ケーブルテレビ |                       |